# Xerolycosa nemoralis
Espèce
Synonymes
- Lycosa nemoralis Westring, 1861
- Tarentula nivalis Ohlert, 1867
- Tarentula flavitibia Saito, 1934

Xerolycosa nemoralis est une espèce d'araignées aranéomorphes de la famille des Lycosidae.

## Distribution
Cette espèce se rencontre en écozone paléarctique.
Elle est présente depuis la péninsule Ibérique, le sud-est de l'Angleterre et le Nord de la Finlande jusqu'au Kamtchatka, Sakhaline, les îles Kouriles et Honshū en passant par l'Adyguée, le Sud de l'Azerbaïdjan et le Kraï de Krasnoïarsk.

## Habitat
Cette espèce est commune dans les prairies et les forêts, depuis la plaine jusqu'à la limite de la végétation arborescente en montagne.

## Description
Les mâles mesurent de 5,5 à 6,8 mm et les femelles de 6,4 à 7,1 mm.

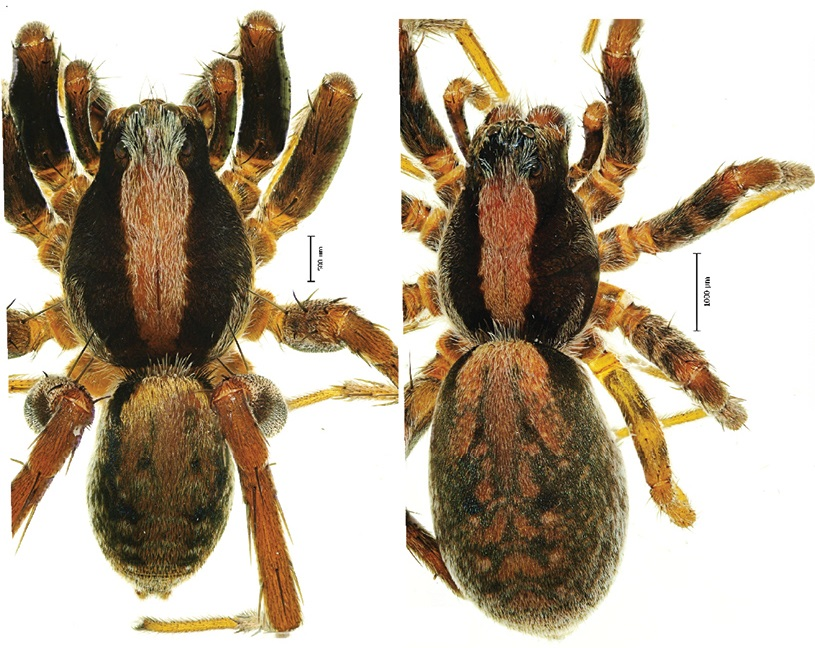
Xerolycosa nemoralis ♂ et ♀

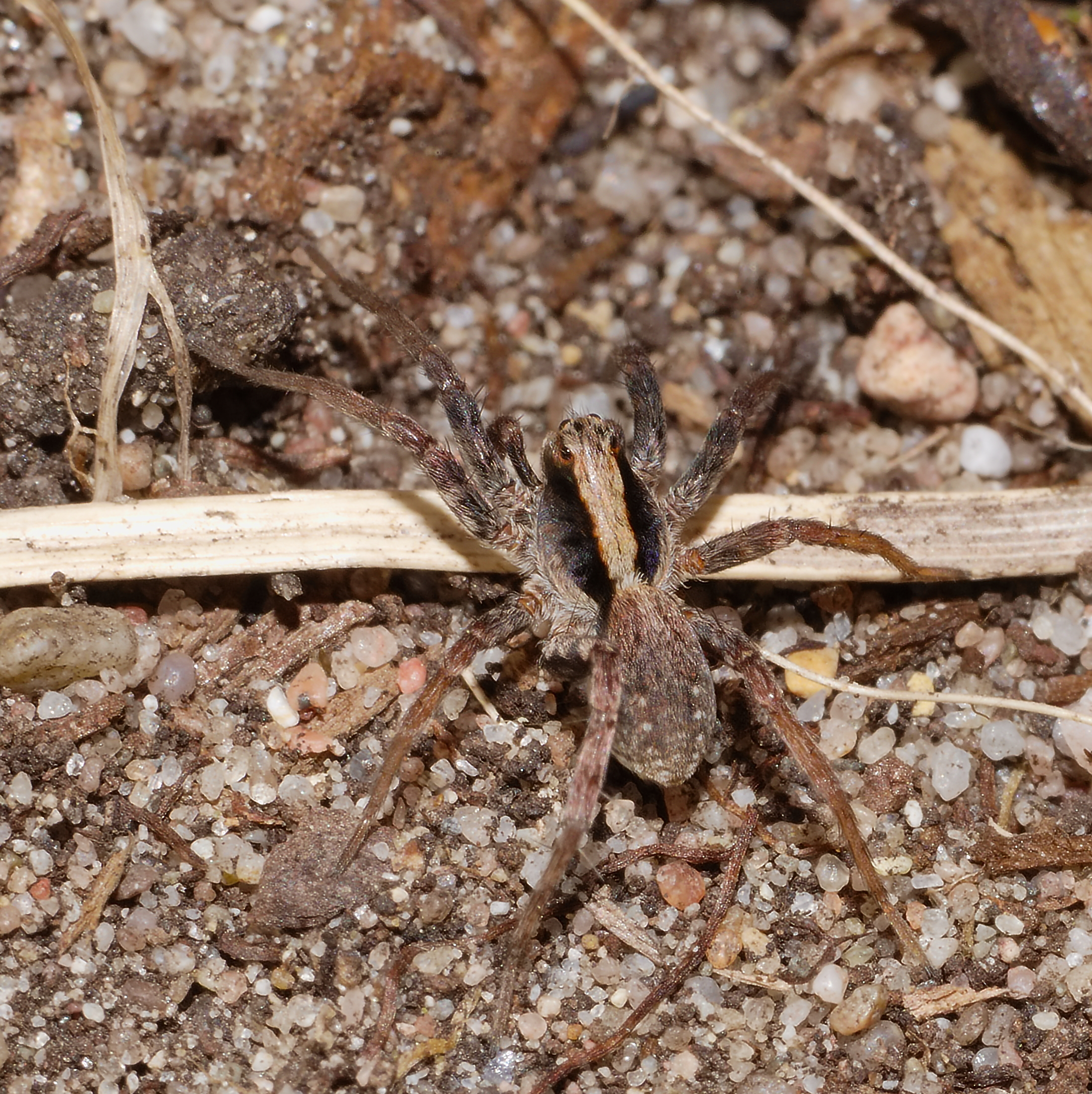
Xerolycosa nemoralis

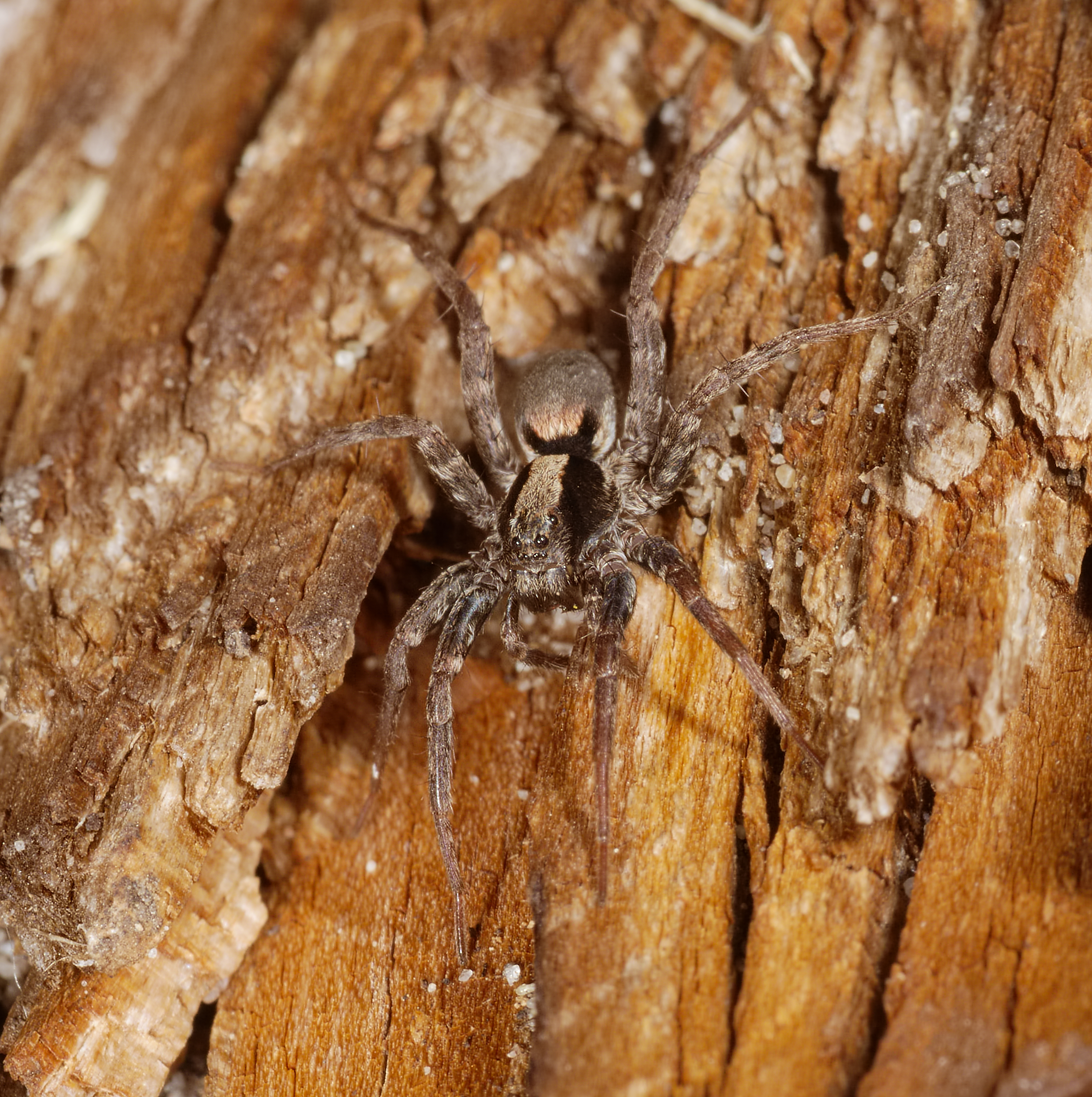
Xerolycosa nemoralis

Le mâle et la femelle sont semblables. Le mâle est plus clair et présente, sur la partie arrière de l'abdomen, deux lignes de taches blanches qui convergent vers les filières.
Le céphalothorax présente une ligne médiane claire constituée de poils blanchâtres, deux bandes longitudinales noirâtres et deux lignes plus claires sur le côté de la carapace.
Les yeux médians antérieurs sont rapprochés.
L'abdomen est d'un gris rosâtre, blanchâtre ou jaune, avec des taches noires de part et d'autre de la jonction avec le céphalothorax. Il présente une large bande médiane plus blanche bordée de chaque côté, en arrière, d'une série de points noirs doublés de blanc. 
Les pattes sont brunâtres ou fauves avec les fémurs plus sombres.
La femelle possède deux épines rétro-latérales sur les fémurs des pattes I alors que les autres espèces de Xerolycosa ne possèdent que deux épines pro-latérales. 

## Systématique et taxinomie
Cette espèce a été décrite sous le protonyme Lycosa nemoralis par Westring en 1861. Elle est placée dans le genre Xerolycosa par Dahl en 1908.

## Espèces similaires
Xerolycosa nemoralis est similaire à Xerolycosa miniata, Pardosa saltans et Pardosa lugubris.

## Publication originale
- Westring, 1861 : « Araneae svecieae. » Göteborgs Kungliga Vetenskaps- och Vitterhets-samhälles Handlingar, vol. 7, p. 1-615.